# Calape
Calape è una municipalità di quinta classe delle Filippine, situata nella Provincia di Bohol, nella Regione del Visayas Centrale.
Calape è formata da 33 baranggay:
- Abucayan Norte
- Abucayan Sur
- Banlasan
- Bentig
- Binogawan
- Bonbon
- Cabayugan
- Cabudburan
- Calunasan
- Camias
- Canguha
- Catmonan
- Desamparados (Pob.)
- Kahayag
- Kinabag-an
- Labuon
- Lawis

- Liboron
- Lo-oc
- Lomboy
- Lucob
- Madangog
- Magtongtong
- Mandaug
- Mantatao
- Sampoangon
- San Isidro
- Santa Cruz (Pob.)
- Sojoton
- Talisay
- Tinibgan
- Tultugan
- Ulbujan

|  |  |